# ألونسو غوتيريز
ألونسو غوتيريز (بالإسبانية: Alonso de la Vera Cruz)‏ هو مؤرخ وفيلسوف إسباني، ولد في 1504 في Caspueñas ‏ في إسبانيا، وتوفي في 1584 في مدينة مكسيكو في المكسيك.